# NOWO
NOWO es una empresa portuguesa de telecomunicaciones que comenzó a operar en 1993 bajo el nombre de Cabovisão, propiedad de Digi.

## Historia
Cabovisão comenzó el 27 de septiembre de 1993.
En 2006, Cabovisão fue comprada por la empresa canadiense de telecomunicaciones Cogeco.
En 2011, Altice compró Cabovisão por 45 millones de euros a Cogeco. La compañía de Luxemburgo posee, entre otros, el mayor operador de cable francés, Numericable, y un conjunto diverso de compañías dentro y fuera del sector de telecomunicaciones, en países como Bélgica, Suiza, Luxemburgo e Israel.
En 2015, la venta de Cabovisão y Oni fue impuesta a Altice por la Comisión Europea como remedio para la compra de PT Portugal, un acuerdo que tuvo lugar en septiembre de ese mismo año.
Cabovisão fue comprada por el fondo de capital privado Apax France, junto con Oni Telecom.
El 13 de septiembre de 2016, se presentó la nueva identidad y estrategia de la empresa, que a partir de esa fecha se convirtió en NOWO.
NOWO apareció en septiembre de 2016, como resultado del cambio de marca de Cabovisão.
NOWO tiene un servicio móvil en todo el país a través de un acuerdo de Operador móvil virtual (OMV) con MEO firmado en enero de 2016.
En agosto de 2019, la empresa española MásMovil compró Cabonitel, propietaria de Nowo y Oni.
En octubre de 2019, la Autoridad de Competencia autorizó a los españoles de MásMovil y al fondo GAEA Inversión a proceder con la compra de Cabonitel, propietaria de Nowo y Oni.
En septiembre de 2022, Vodafone anunció la adquisición de la empresa, mediante un acuerdo con Lorca JVCO Limited.
La Autoridade da Concorrência no aprobó la compra de Nowo por Vodafone, la cual tiene que presentar nuevas propuestas o desistir de la operación.
En agosto de 2024, MásMóvil vendió NOWO a Digi por 150 millones de euros.

## Accionistas
Apax France y Fortino Capital fueron accionistas de NOWO desde septiembre de 2015, que también tienen en Portugal, la compañía de telecomunicaciones ONI, que se dirige al mercado empresarial.